# Montevideo Maru
Montevideo Maru var ett japanskt last- och passagerarfartyg byggt 1926. Under andra världskriget använde Japan fartyget bland annat för att transporterade krigsfångar. Den 22 juni 1942 lämnade fartyget Rabaul i Papua Nya Guinea, som strax innan hade ockuperats av Japan och som tidigare varit Australiensiskt. Destinationen var Hainan, som då också ockuperades av Japan. Med ombord fanns över 1000 krigsfångar från 14 länder, främst från allierade Australien. Åtta dagar efter att fartyget lämnat hamn, den 1 juli 1942 upptäcktes fartyget utanför den filippinska ön Luzon av den amerikanska ubåten USS Sturgeon som besköt Montevideo Maru med fyra torpeder. Efter elva minuter sjönk fartyget. Sjutton personer ur den japanska besättningen lyckades överleva och tog sig i land. Resten följde med båten i djupet vilket gör det till den dödligaste händelsen till havs i Australiens historia.
Båten hamnade på 4000 meters djup, nordväst om Luzon. Först 2023 meddelade Australiens försvarsminister att fartyget hade återfunnits. Fyndet gjordes efter en tolv dagar lång sökoperation med en obemannad undervattensfarkost med inbyggd sonar. Sökandet leddes av Silentworld. Vraket omfattas av gravfrid och inget från platsen får bärgas eller flyttas.